# Гийом от Тир
Гийом от Тир или Тирски, също Вилхелм (на френски: Guillaume de Tyr; на английски: William of Tyre) е средновековен каноник и хронист на Първия кръстоносен поход:с. 132. Роден и израснал в Йерусалимското франкско кралство, в продължение на двадесет години той получава извънредно добро образование в Европа и е ръкоположен за архиепископ на Тирската епархия в Сирия като Гийом II. Владее и ползва френски, латински, гръцки, арабски, сирийски и немски. Ролята му в политическия живот на кралството е съществена след като е посочен за учител на престолонаследника. Гийом пише една от най-исторически достоверните хроники на Йерусалимското кралство, която и до днес е източник на ключова информация за медиевистите.

## Образование
За ранния живот на Гийом Тирски не се знае много, както и за неговия произход и етническа принадлежност. Предполага се, че произлиза от френско или италианско търговско семейство, пристигнало в Близкия изток за да се възползва от новооткритите пазарни възможности. Той е представител на новото поколение отвъдморски християни, които са новото население на Кръстоносните държави.
Роден в Йерусалим и като дете е обучаван от схоластиците на катедралното училище към Храма на Божи Гроб, където изучава латински, гръцки, фарси и арабски заедно с църковните канони. Около 1145 г. отпътува да продължи образованието си в учени центрове като Болоня и Париж, „двата най-важни интелектуални центъра в християнските държави през XII век.“ Макар и официално да не са още университети, тези центрове имат многочислени школи, съществуващи отделно от катедралните училища и с независими преподаватели, към които се стичат студенти от цяла Европа. Там изучава теология, философия, математика, гражданско и църковно право. След коло 20 години се завръща в Йерусалимското кралство подготвен за най-високите нива на църковната и политическа власт. Той бързо се издига до архидякон на Тир – 1167 г. През 1169 г. пътува за Рим, натоварен с дипломатическа мисия от крал Амалрик I. При завръщането си през 1170 г. получава кралското благоволение да бъде учител на кралския син Балдуин. Непосредствено наблюдаващ престолонаследника, ерудитът Гийом първи разпознава белезите на лепра, от която по-късно страда и умира Балдуин IV .

## Кариера
Посланик на Йерусалимското кралство в Рим и Константинопол, сключва през 1168 година съюз с император Мануил I Комнин. През 1174 година е назначен за Тирски митрополит и на практика ръководи политиката на Йерусалимското кралство.
През 1179 г. Гийом участва в и документира Третия латерански събор, издал канонични правила за осъждане на валденсите, катарите и установил реда за избиране на римски папа. Хрониките на Гийом от този събор са загубени за историографията. На връщане от Рим Гийом е натоварен от папа Александър III с нова дипломатическа мисия в Константинопол, целяща затопляне на отношенията между Византия и Антиохийското княжество.
Гийом се завръща в Йерусалимското кралство през 1180 г. в навечерието на избора на нов патриарх на Йерусалим – 6 октомври. Фаворити за позицията са самият Гийом и Ираклий от Кесария. Слуховете са допускали, че Ираклий е любовник на неудовлетворената кралица на Йерусалим Агнес дьо Куртене, управляваща от името на сина си, прокажения крал Балдуин. Това печели избора за Ираклий, а за представителя на загубилата партия Гийом остава Тирското архиепископство.
След като Раймонд, бивш регент на кралството излиза от немилост, той осигурява на фаворита си Гийом от Тир канцлерския печат на Йерусалимското кралство. Това възражда враждата между Гийом и Ираклий Кесарийски, която достига дотам, че йерусалимският патриарх отлъчва от църквата своя тирски архиепископ по обвинение в опит за отровителство.
След смъртта на Балдуин IV през 1185 година, положението на Йерусалимското кралство се влошава и Гийом заминава за Франция, за да организира и търси подкрепа за нов кръстоносен поход. На призива му откликват кралете на Франция и Англия. В крайна сметка, усилията му се увенчават с успех, и е организиран Трети кръстоносен поход.
Гийом от Тир умира като действащ архиепископ и канцлер на 29 септември 1186 г. Според други източници смъртта му не настъпва преди 1188 г., когато Гийом присъства в Жизор на обявяването на Третия кръстоносен поход от Филип II и Ричард I.

## Творчество
Гийом Тирски е автор на 22 исторически книги, обединени под общо заглавие – на латински: Historia belli sacri a principibus christianis in Palaestina et in Oriente gesti. Монаха Харолд добавя 7 книги към написаните от Тирски, а неизвестен по име монах довършва историята на Тирски до 1275 година.
 Historia s. Gesta orientalium principum
 L'Estoire d'Eracles empereur et la conqueste de la terre d'Outremer, in Recueil des historiens des croisades, Historiens occidentaux, томове I-II, преиздавани през 1844 и 1859 г.
Гийом от Тир е цитиран източник от много историци, засягащи кръстоносната тема.
Осъвременени преводи и издания:
- La Gran Conquista de Ultramar, ed. Pascalis de Goyganos. Madrid, 1858.
- La Chronique d'Ernoul et de Bernard le Trésorier, ed. Louis de Mas-Latrie. Paris, 1871.
- Guillaume de Tyr et ses continuateurs, ed. Alexis Paulin Paris. Paris, 1879 – 1880.
- Mary Noyes Colvin, ed., Godeffroy of Boloyne; or, The Siege and Conqueste of Jerusalem, by William, Archbishop of Tyre; translated from the French by William Caxton and printed by him in 1481. London: Early English Text Society, Oxford University Press, 1893.
- William of Tyre, A History of Deeds Done Beyond the Sea, trans. E.A. Babcock and A.C. Krey. Columbia University Press, 1943.
- Margaret Ruth Morgan, La continuation de Guillaume de Tyr (1184 – 1197). Paris, 1982.
- Willemi Tyrensis Archiepiscopi Chronicon, ed. R. B. C. Huygens. Turnholt, 1986.
- Margaret A. Jubb, A Critical Edition of the Estoires d'Outremer et de la naissance Salehadin. London, 1990.
- Janet Shirley, Crusader Syria in the Thirteenth Century: The Rothelin Continuation of the History of William of Tyre with part of the Eracles or Acre text. Ashgate, 1999.
- Dana Cushing, ed. A Middle English chronicle of the First Crusade: the Caxton Eracles. Lewiston, N.Y.: Mellen Press, 2001.